# P-3教練機
P-3教練機（英語：P-3）是一款瑞士 皮拉圖斯飛機公司生產製造的單發螺旋槳發動機、下單翼、前後串連座椅的教練機。

## 發展
P-3專為初級和高級訓練（包括夜間飛行、特技飛行和儀表飛行）而設計。軍用版本被指定為 P-3-03。P-3為全金屬結構，機翼有為練習炸彈及火箭彈提供吊掛點，並且左舷翼的吊掛點有一挺機槍。

退役後，瑞士出售其中的65架

## 服役

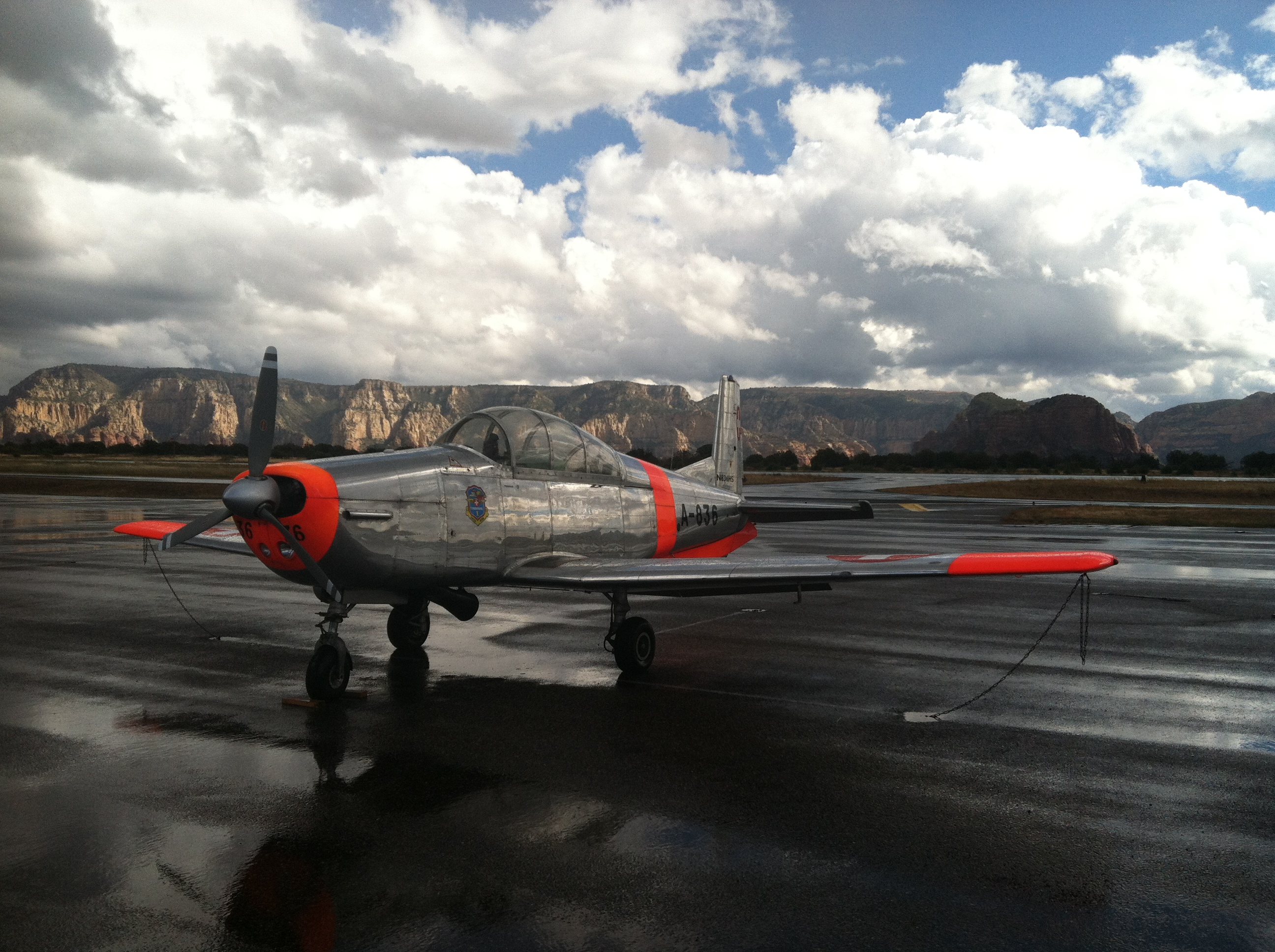

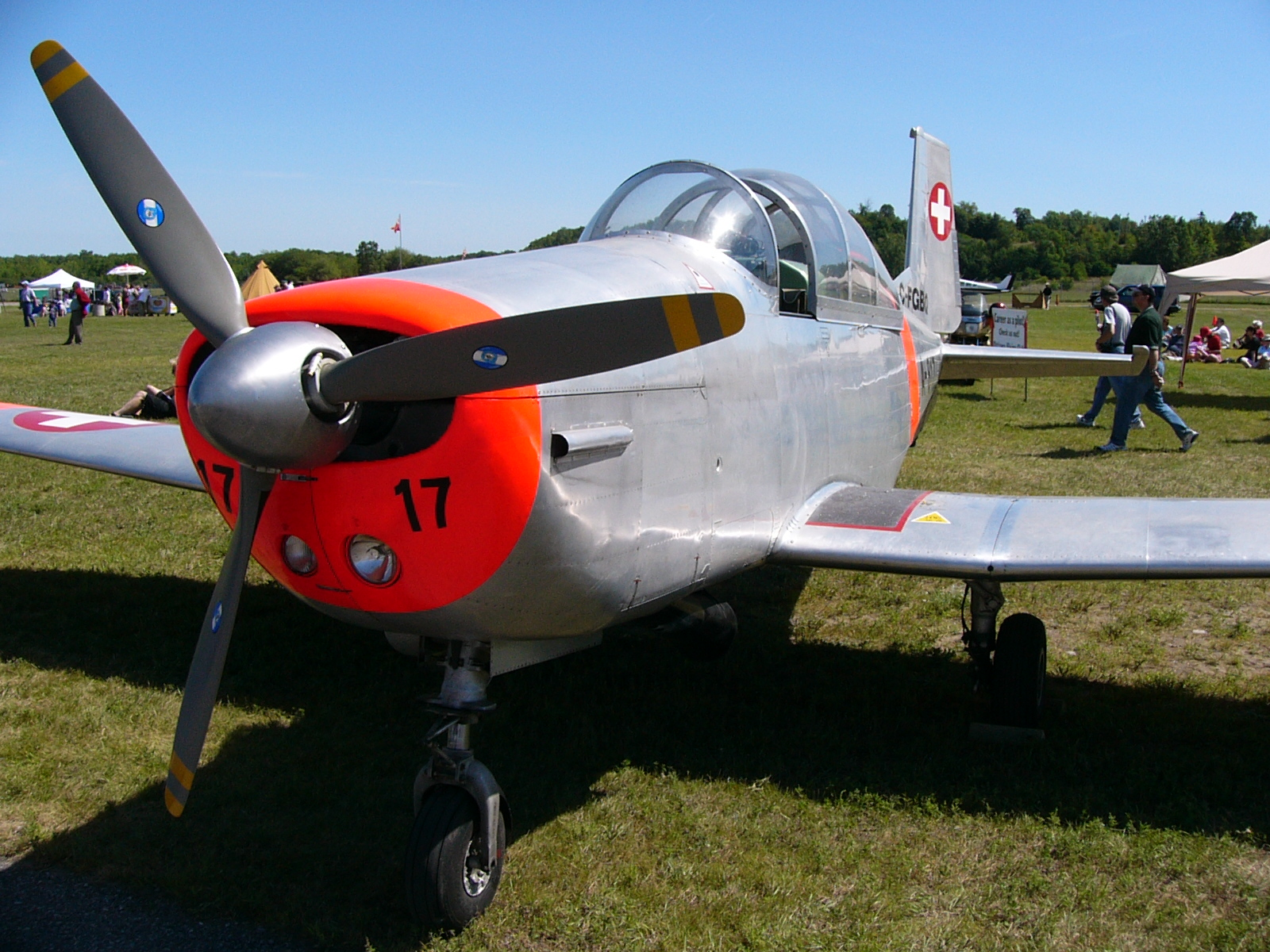

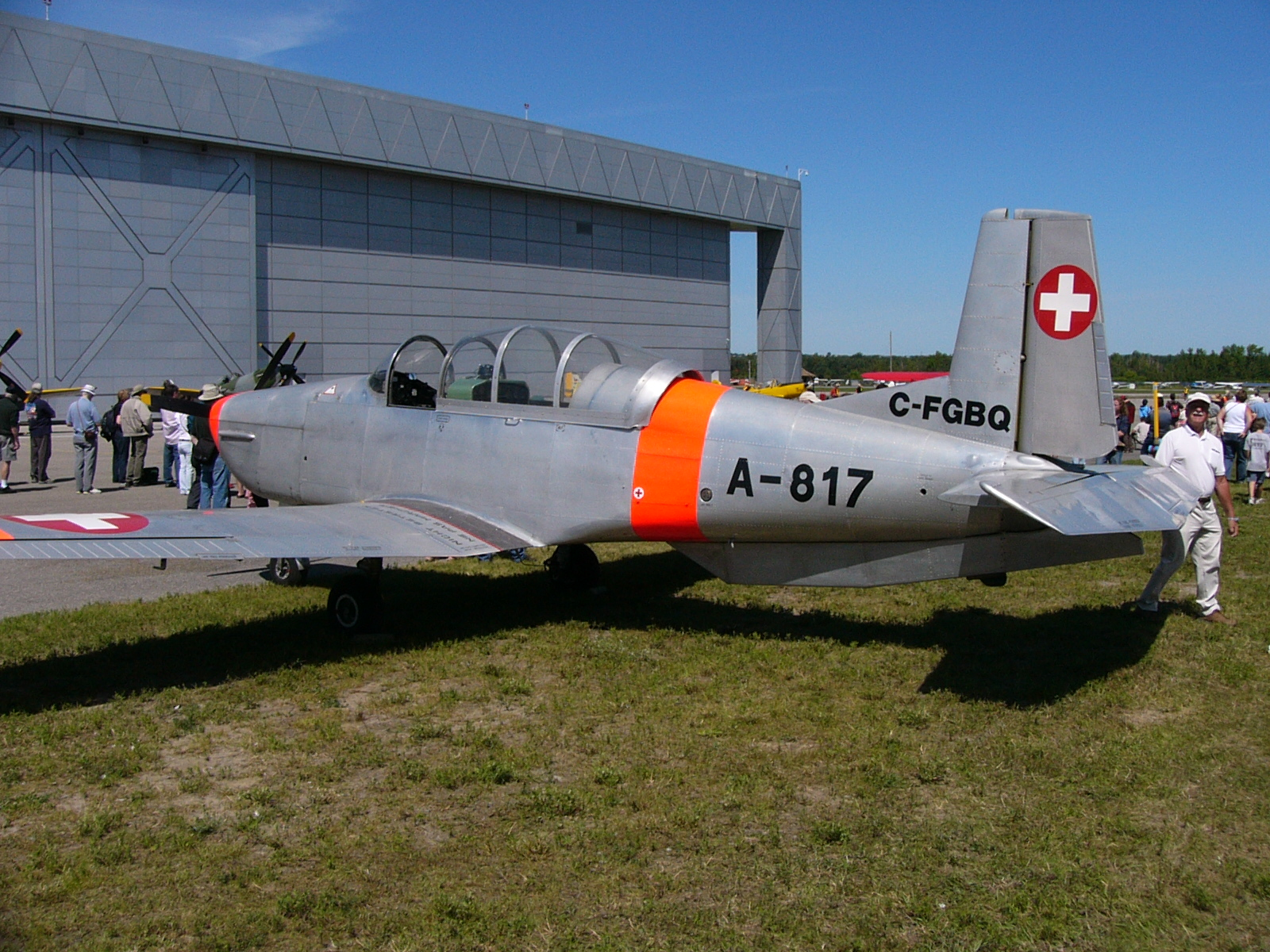

### 已退役
瑞士空軍：72架

巴西海軍：6架

### 現役
P3 Flyers:操作5架瑞士空軍退役的P-3

## 相關機型
- PC-9
- PC-6
- PC-7
- PC-21
- P-2教練機

## 連結
（页面存档备份，存于）